# Zuid-Amerikaans kampioenschap voetbal onder 17 - 1999
Het Zuid-Amerikaans kampioenschap voetbal onder 17 van 1999 was de 8e editie van het Zuid-Amerikaans kampioenschap voetbal onder 17, een toernooi voor nationale ploegen van landen uit Zuid-Amerika. De spelers die deelnemen zijn onder de 17 jaar. Er namen 10 landen deel aan dit toernooi dat van 4 maart tot en met 21 maart in Uruguay werd gespeeld. Brazilië werd winnaar van het toernooi.
Dit toernooi dient tevens als kwalificatietoernooi voor het wereldkampioenschap voetbal onder 17 van 1999, dat van 10 november tot en met 27 november in Nieuw-Zeeland wordt gespeeld. De drie beste landen van dit toernooi plaatsen zich, dat zijn Brazilië, Paraguay en Uruguay.

## Stadions
| Rivera                                          | · Rivera Maldonado Montevideo |
| Estadio Atilio Paiva Olivera Capaciteit: 27.000 | · Rivera Maldonado Montevideo |
|                                                 | · Rivera Maldonado Montevideo |
| Montevideo                                      | · Rivera Maldonado Montevideo |
| Estadio Centenario Capaciteit: 65.235           | · Rivera Maldonado Montevideo |
|                                                 | · Rivera Maldonado Montevideo |
| Maldonado                                       | · Rivera Maldonado Montevideo |
| Estadio Domingo Burgueño Capaciteit: 22.000     | · Rivera Maldonado Montevideo |
|                                                 | · Rivera Maldonado Montevideo |

## Groepsfase

### Groep A
| Pos. | Land       | GW | W | G | V | DV | DT | +/− | Ptn. |
| ---- | ---------- | -- | - | - | - | -- | -- | --- | ---- |
| 1    | Uruguay    | 4  | 3 | 1 | 0 | 10 | 2  | +8  | 10   |
| 2    | Argentinië | 4  | 2 | 2 | 0 | 6  | 2  | +4  | 7    |
| 3    | Ecuador    | 4  | 1 | 2 | 1 | 7  | 4  | +3  | 5    |
| 4    | Peru       | 4  | 1 | 1 | 2 | 2  | 6  | –4  | 4    |
| 5    | Venezuela  | 4  | 0 | 0 | 4 | 3  | 14 | –11 | 0    |

|              |            |     |      |                                     |
| 6 maart 1999 | Argentinië | 2–0 | Peru | Estadio Domingo Burgueño, Maldonado |
| 6 maart 1999 |            |     |      | Estadio Domingo Burgueño, Maldonado |

|              |         |     |           |                                     |
| 6 maart 1999 | Uruguay | 5–2 | Venezuela | Estadio Domingo Burgueño, Maldonado |
| 6 maart 1999 |         |     |           | Estadio Domingo Burgueño, Maldonado |

|              |            |     |         |                                     |
| 8 maart 1999 | Argentinië | 2–2 | Ecuador | Estadio Domingo Burgueño, Maldonado |
| 8 maart 1999 |            |     |         | Estadio Domingo Burgueño, Maldonado |

|              |         |     |      |                                     |
| 8 maart 1999 | Uruguay | 3–0 | Peru | Estadio Domingo Burgueño, Maldonado |
| 8 maart 1999 |         |     |      | Estadio Domingo Burgueño, Maldonado |

|               |      |     |           |                                     |
| 10 maart 1999 | Peru | 2–1 | Venezuela | Estadio Domingo Burgueño, Maldonado |
| 10 maart 1999 |      |     |           | Estadio Domingo Burgueño, Maldonado |

|               |         |     |         |                                     |
| 10 maart 1999 | Uruguay | 2–0 | Ecuador | Estadio Domingo Burgueño, Maldonado |
| 10 maart 1999 |         |     |         | Estadio Domingo Burgueño, Maldonado |

|               |      |     |         |                                     |
| 12 maart 1999 | Peru | 0–0 | Ecuador | Estadio Domingo Burgueño, Maldonado |
| 12 maart 1999 |      |     |         | Estadio Domingo Burgueño, Maldonado |

|               |            |     |           |                                     |
| 12 maart 1999 | Argentinië | 2–0 | Venezuela | Estadio Domingo Burgueño, Maldonado |
| 12 maart 1999 |            |     |           | Estadio Domingo Burgueño, Maldonado |

|               |         |     |           |                                |
| 14 maart 1999 | Ecuador | 5–0 | Venezuela | Estadio Centenario, Montevideo |
| 14 maart 1999 |         |     |           | Estadio Centenario, Montevideo |

|               |         |     |            |                                |
| 14 maart 1999 | Uruguay | 0–0 | Argentinië | Estadio Centenario, Montevideo |
| 14 maart 1999 |         |     |            | Estadio Centenario, Montevideo |

### Groep B
| Pos. | Land     | GW | W | G | V | DV | DT | +/− | Ptn. |
| ---- | -------- | -- | - | - | - | -- | -- | --- | ---- |
| 1    | Brazilië | 4  | 3 | 1 | 0 | 9  | 5  | +4  | 10   |
| 2    | Paraguay | 4  | 2 | 0 | 2 | 8  | 8  | 0   | 6    |
| 3    | Bolivia  | 4  | 1 | 1 | 2 | 5  | 6  | –1  | 4    |
| 4    | Chili    | 4  | 1 | 1 | 2 | 4  | 5  | –1  | 4    |
| 5    | Colombia | 4  | 1 | 1 | 2 | 6  | 8  | –2  | 4    |

|              |       |     |         |                                      |
| 7 maart 1999 | Chili | 0–1 | Bolivia | Estadio Atilio Paiva Olivera, Rivera |
| 7 maart 1999 |       |     |         | Estadio Atilio Paiva Olivera, Rivera |

|              |          |     |          |                                      |
| 7 maart 1999 | Brazilië | 4–3 | Colombia | Estadio Atilio Paiva Olivera, Rivera |
| 7 maart 1999 |          |     |          | Estadio Atilio Paiva Olivera, Rivera |

|              |       |     |          |                                      |
| 9 maart 1999 | Chili | 3–2 | Paraguay | Estadio Atilio Paiva Olivera, Rivera |
| 9 maart 1999 |       |     |          | Estadio Atilio Paiva Olivera, Rivera |

|              |          |     |         |                                      |
| 9 maart 1999 | Brazilië | 1–1 | Bolivia | Estadio Atilio Paiva Olivera, Rivera |
| 9 maart 1999 |          |     |         | Estadio Atilio Paiva Olivera, Rivera |

|               |          |     |         |                                      |
| 11 maart 1999 | Paraguay | 3–2 | Bolivia | Estadio Atilio Paiva Olivera, Rivera |
| 11 maart 1999 |          |     |         | Estadio Atilio Paiva Olivera, Rivera |

|               |          |     |       |                                      |
| 11 maart 1999 | Colombia | 1–1 | Chili | Estadio Atilio Paiva Olivera, Rivera |
| 11 maart 1999 |          |     |       | Estadio Atilio Paiva Olivera, Rivera |

|               |          |     |         |                                      |
| 13 maart 1999 | Colombia | 2–1 | Bolivia | Estadio Atilio Paiva Olivera, Rivera |
| 13 maart 1999 |          |     |         | Estadio Atilio Paiva Olivera, Rivera |

|               |          |     |          |                                      |
| 13 maart 1999 | Brazilië | 3–1 | Paraguay | Estadio Atilio Paiva Olivera, Rivera |
| 13 maart 1999 |          |     |          | Estadio Atilio Paiva Olivera, Rivera |

|               |          |     |          |                                      |
| 15 maart 1999 | Paraguay | 2–0 | Colombia | Estadio Atilio Paiva Olivera, Rivera |
| 15 maart 1999 |          |     |          | Estadio Atilio Paiva Olivera, Rivera |

|               |          |     |       |                                      |
| 15 maart 1999 | Brazilië | 1–0 | Chili | Estadio Atilio Paiva Olivera, Rivera |
| 15 maart 1999 |          |     |       | Estadio Atilio Paiva Olivera, Rivera |

## Knock-outfase
|  | Halve finale          | Halve finale          |   |                       | Finale                | Finale |
|  |                       |                       |   |                       |                       |        |
|  | 17 maart – Montevideo |                       |   |                       |                       |        |
|  | Argentinië            | 1                     |   |                       |                       |        |
|  | Brazilië              | 3                     |   |                       |                       |        |
|  |                       |                       |   |                       |                       |        |
|  |                       |                       |   |                       | 21 maart – Montevideo |        |
|  |                       |                       |   |                       | Brazilië              | 5      |
|  |                       | Paraguay              | 0 |                       |                       |        |
|  |                       |                       |   |                       |                       |        |
|  |                       |                       |   |                       | Derde plaats          |        |
|  | 17 maart – Montevideo | 17 maart – Montevideo |   | 21 maart – Montevideo | 21 maart – Montevideo |        |
|  | Uruguay               | 0                     |   | Uruguay               | 4                     |        |
|  | Paraguay              | 2                     |   |                       | Argentinië            | 2      |